# Хаманева, Наталия Юрьевна
Наталия Юрьевна Хаманева (род. 21 января 1952, Москва) — российский юрист, специалист по административному праву и процессу; доктор юридических наук (1997); заведующая сектором административного права и заместитель директора по научной работе в Институте государства и права (ИГП) АН СССР/РАН; профессор и ректор Академического правового университета при ИГП; автор статей в «Юридической энциклопедии» (2001), заслуженный юрист Российской Федерации.

## Биография
Окончила юридический факультет МГУ (1974). В 1982 году защитила кандидатскую диссертацию «Право жалобы граждан в европейских социалистических странах», в 1997 году — докторскую диссертацию «Защита прав и свобод граждан в сфере исполнительной власти в Российской Федерации».

## Основные работы
Наталия Хаманева является автором и соавтором более 100 научных публикаций, включая 7 монографий; она специализируется, в основном, на проблемах советского и российского административного права и административного процесса:
- Право жалобы граждан в европейских социалистических странах. М.: Наука, 1984.
- «Защита прав граждан в сфере исполнительной власти» (М., 1987);
- «Уполномоченный по правам человека — защитник прав граждан» (М., 1998);
- «Судебный контроль за реализацией прав граждан в сфере исполнительной власти» (М., 1999);
- Учебник административного права (М., 2000; редактор).
- «Административная юстиция. Административное судопроизводство» (М., 2002) (в соавт. с Н. Г. Салищевой)
- Административное право России. М., 2013 (редактор)